# Rafael Atché
Rafael Atché i Ferré (né Rafael Atxé le 28 juillet 1851 à Barcelone et mort dans cette même ville le 11 juillet 1923) est un sculpteur espagnol actif en Catalogne du XIXe siècle et du XXe siècle.
Il est l'auteur de la sculpture qui couronne la colonne Christophe Colomb à Barcelone ainsi que d'un grand nombre d'œuvres monumentales, bien qu'il ait également cultivé des thèmes religieux et la sculpture funéraire.

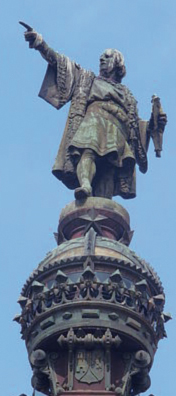
Statue ornant la Colonne Christophe Colomb.
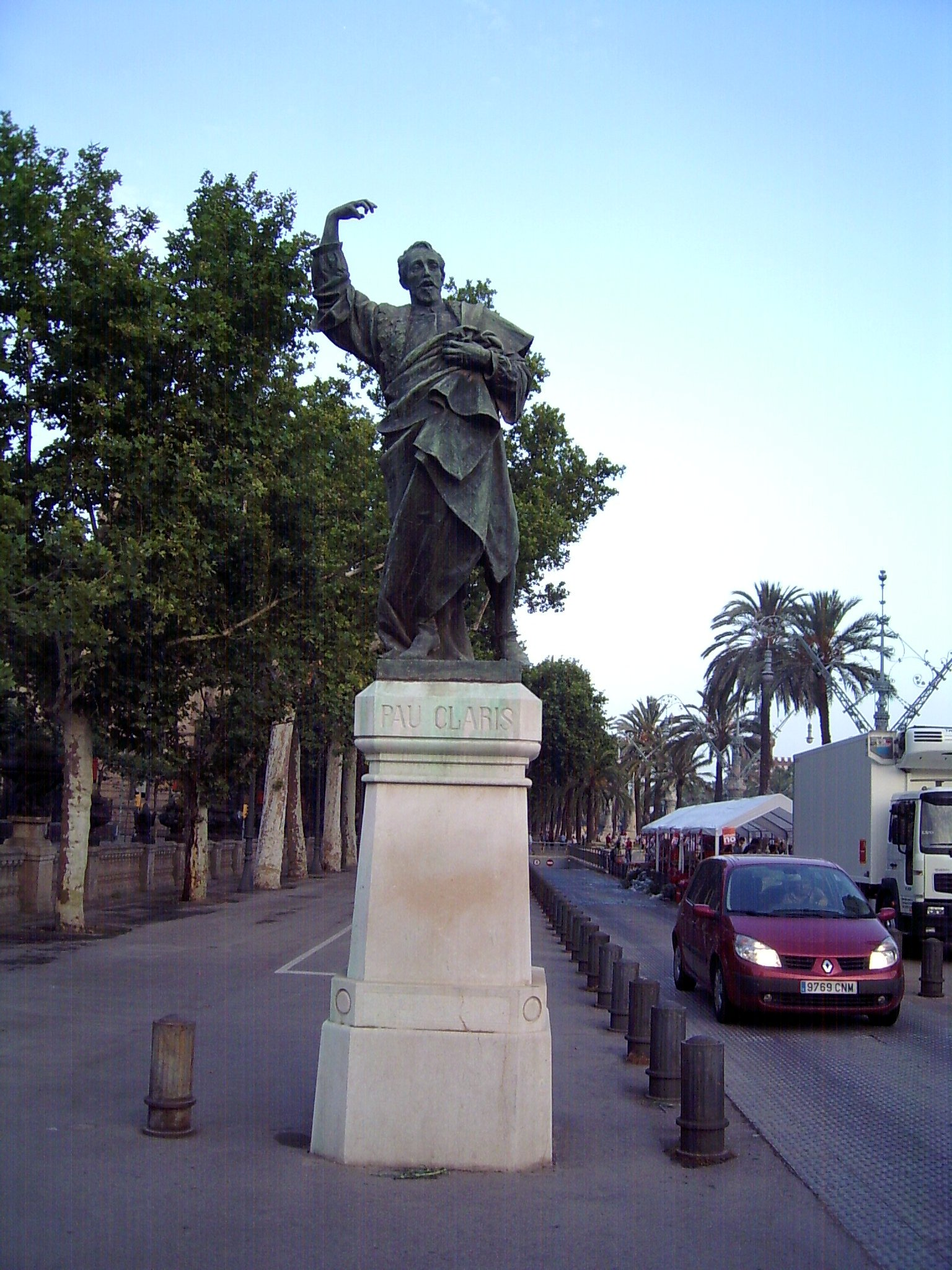
Statue de Pau Claris.
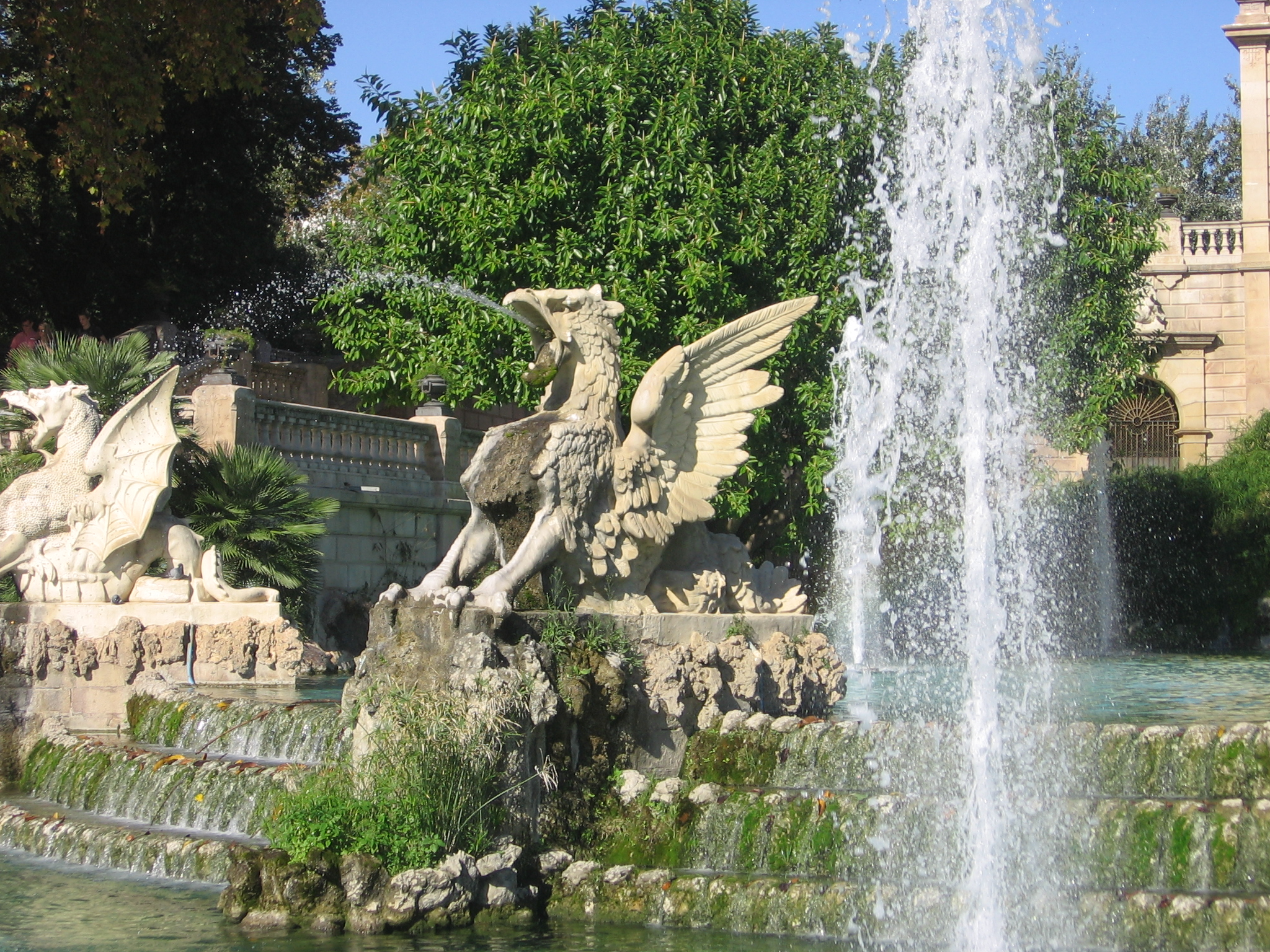
Griffons de la cascade du parc de la Ciutadella.